# 远山的呼唤
《远山的呼唤》(遙かなる山の呼び声)是一部1980年山田洋次执导的日本剧情片，高仓健和倍赏千惠子主演。

## 剧情
民子是一位年轻的寡妇，她和儿子武志一起靠喂养奶牛为生。她随丈夫远离都市来到北海道此地拓荒，两年前丈夫因病而离她而去。在一个大雨如注的冬夜，请求避雨驱寒的男子田岛耕作闯进了民子冷清而寂寥的生活，田岛请求在民子家里当帮工负责帮忙耕种与饲养牛马的劳苦工作，渐渐地他的勤劳良好的表现赢得了民子和武志的好感与认同。
两年过去了，田岛的哥哥前来与田岛见面，哥哥给了他一些钱并劝田岛回去自首，而田岛决定在这里永远生活下去。终于在一个赛马活动上，田岛被前来调查的警察发现了踪迹。
田岛最后无奈向民子告别，并向她讲述了自己前来的原因：田岛耕作之妻因偿还不起高利贷而自杀，田岛在面对债主的挑衅时一怒之下杀了债主，之后他流亡至此。最后田岛坐在警车里离开，后来被法院判处三年左右的有期徒刑。在列车里，被押解着的田岛看到了民子，她告知田岛她已经卖掉了牛群并搬到了一个新的住址，她会一直等着他出来，并送了一幅手帕给他。

## 角色
- 高仓健 饰 田岛耕作
- 倍赏千惠子 饰 风见民子
- 吉冈秀隆 饰 风见武志，民子的儿子
- ハナ肇 饰 虻田太郎，北海料理「オホーツク」社長，追求民子的男人
- 武田铁矢 饰 胜男，民子的表弟
- 木ノ葉のこ 饰 佳代子，勝男的新婚妻子
- 渥美清 饰 近藤，家畜人工授精師

## 奖项
第四届日本电影金像奖
- 最佳剧本：山田洋次
- 最佳男主角：高仓健
- 最佳女主角：倍赏千惠子
- 最佳配乐：佐藤胜
- 提名-最佳影片
- 提名-最佳导演
- 提名-最佳录音：Hiroshi Nakamura[1]

第五届報知電影獎
- 最佳女主角：倍赏千惠子

## 電視劇
NHK BS Premium預定於2018年秋播出的特別劇，由阿部寬與常盤貴子主演。